# Bùi Nhật Quang
Bùi Nhật Quang (sinh ngày 20 tháng 7 năm 1975) là chính trị gia nước Cộng hòa xã hội chủ nghĩa Việt Nam. Ông hiện là Phó Chủ tịch Hội đồng Lý luận Trung ương Đảng Cộng sản Việt Nam. Ông từng là Ủy viên Ban Chấp hành Trung ương Đảng Cộng sản Việt Nam khóa XIII, Ủy viên dự khuyết khóa XII, Bí thư Đảng ủy, Phó Chủ tịch rồi Chủ tịch Viện Hàn lâm Khoa học xã hội Việt Nam; Phó Chủ tịch Ủy ban nhân dân tỉnh Ninh Thuận.
Bùi Nhật Quang là đảng viên Đảng Cộng sản Việt Nam, học vị Tiến sĩ Kinh tế, học hàm Phó giáo sư ngành Kinh tế. Ông có sự nghiệp đa phần ở Viện Hàn lâm Khoa học xã hội, công tác nhiều năm cho đến khi trở thành Chủ tịch Viện Hàn lâm. Từ 10/2022, ông thôi giữ chức vụ Chủ tịch Viện Hàn lâm Khoa học xã hội Việt Nam và chuyển về làm Phó Chủ tịch Hội đồng Lý luận Trung ương Đảng Cộng sản Việt Nam.

## Xuất thân và giáo dục
Bùi Nhật Quang sinh năm ngày 20 tháng 7 năm 1975, quê quán tại quận Hoàn Kiếm, thành phố Hà Nội. Ông tốt nghiệp phổ thông ở đây, thi đỗ Trường Đại học Kinh tế Quốc dân vào năm 1991, theo học chuyên ngành Kinh tế Phát triển, tốt nghiệp Cử nhân năm 1995. Từ tháng 3 năm 1996 đến tháng 6 năm 1998, ông học sau đại học tại Đại học Trento, thành phố Trento, Cộng hòa Italia, chuyên ngành Kinh tế Chính trị và nhận bằng thạc sĩ chuyên ngành này. Từ năm 2000 đến năm 2003, ông là nghiên cứu sinh, bảo vệ thành công luận án tiến sĩ kinh tế tại Viện Kinh tế Thế giới, Viện Hàn lâm Khoa học xã hội Việt Nam. Ông bảo vệ thành công luận án Tiến sỹ Kinh tế năm 2003 và được Hội đồng Chức danh Giáo sư Nhà nước công nhận học hàm Phó Giáo sư kinh tế năm 2012. Bùi Nhật Quang kết nạp Đảng Cộng sản Việt Nam vào ngày 25 tháng 8 năm 2003, là đảng viên chính thức từ ngày 25 tháng 8 năm 2004.

## Sự nghiệp

#### Thời kỳ đầu
Sau khi tốt nghiệp Trường Đại học Kinh tế Quốc dân, Bùi Nhật Quang được tuyển vào làm việc tại Trung tâm Khoa học xã hội và Nhân văn Quốc gia (nay thuộc Viện Hàn lâm Khoa học xã hội Việt Nam) vào tháng 10 năm 1995. Từ tháng 11 năm 1995 đến năm 2008, ông lần lượt kinh qua các vị trí Nghiên cứu viên, Phó Trưởng phòng, Trưởng phòng nghiên cứu Viện Nghiên cứu Châu Âu, Viện Hàn lâm Khoa học xã hội Việt Nam. Trong giai đoạn này, ông cũng học và nhận bằng Thạc sĩ và Tiến sĩ. Từ năm 2008 đến tháng 3 năm 2014, ông giữ vị trí Phó Viện trưởng rồi Viện trưởng Viện Nghiên cứu Châu Phi và Trung Đông, kiêm nhiệm Tổng Biên tập Tạp chí Nghiên cứu Châu Phi và Trung Đông, Viện Hàn lâm Khoa học xã hội Việt Nam.

#### Ninh Thuận
Năm 2014, Bùi Nhật Quang thực hiện quyết định của Ban Bí thư Trung ương Đảng về việc điều động luân chuyển cán bộ, theo đó ông được luân chuyển về công tác ở tỉnh Ninh Thuận. Ông được Hội đồng nhân dân tỉnh Ninh Thuận bầu giữ chức Phó Chủ tịch Ủy ban nhân dân tỉnh, nhiệm kỳ 2011–16. Từ tháng 3 năm 2014 đến tháng 3 năm 2016, ông là Tỉnh ủy viên, Phó Chủ tịch Ủy ban Nhân dân tỉnh Ninh Thuận, Chủ tịch Hội đồng Khoa học và Công nghệ tỉnh Ninh Thuận. Tháng 1 năm 2016, tại Đại hội đại biểu toàn quốc lần thứ XII của Đảng Cộng sản Việt Nam, ông được bầu là Ủy viên Dự khuyết Ban Chấp hành Trung ương Đảng Cộng sản Việt Nam khóa XII. Trong thời gian công tác tại Ninh Thuận, ông được đánh giá hoàn thành xuất sắc nhiệm vụ và được nhận nhiều bằng khen của Thủ tướng Chính phủ và của Chủ tịch Uỷ ban nhân dân tỉnh Ninh Thuận.

#### Viện Hàn lâm Khoa học xã hội Việt Nam
Năm 2016, Bùi Nhật Quang được điều chuyển quay trở lại công tác ở Viện Hàn lâm Khoa học xã hội Việt Nam. Từ tháng 3 năm này đến tháng 9 năm 2019, ông là Phó Chủ tịch Viện Hàn lâm Khoa học xã hội Việt Nam, trong thời gian này, ông kiêm nhiệm chức vụ Viện trưởng Viện Nghiên cứu Phát triển bền vững Vùng từ tháng 6 năm 2018 đến tháng 1 năm 2019, rồi Giám đốc Bảo tàng Dân tộc học Việt Nam giai đoạn tháng 2–11 năm 2019. Tháng 6 năm 2019, ông được bầu làm Chủ tịch Hội Hữu nghị Việt Nam – Italia. Từ ngày 1 tháng 10 đến ngày 7 tháng 11 năm 2019, ông là Phó Chủ tịch phụ trách Viện Hàn lâm Khoa học xã hội Việt Nam. Ngày 8 tháng 11 năm 2019, Thủ tướng Chính phủ Nguyễn Xuân Phúc đã ký quyết định bổ nhiệm ông giữ chức Chủ tịch Viện Hàn lâm Khoa học xã hội Việt Nam, thay Nguyễn Quang Thuấn nghỉ hưu. Ngày 30 tháng 1 năm 2021, tại Đại hội đại biểu toàn quốc XIII của Đảng Cộng sản Việt Nam, ông được bầu làm Ủy viên Ban Chấp hành Trung ương Đảng Cộng sản Việt Nam khóa XIII. Tháng 10 năm 2022, ông xin thôi giữ chức vụ Chủ tịch Viện Hàn lâm Khoa học xã hội Việt Nam và được miễn nhiệm chức vụ này.

## Kỷ luật
Trong các ngày 23 và 26 tháng 9 năm 2022 tại Hà Nội, Ủy ban Kiểm tra Trung ương đã họp Kỳ thứ 20. Tại kỳ họp này, Ủy ban Kiểm tra Trung ương đã xem xét kết quả kiểm tra khi có dấu hiệu vi phạm đối với Ban Thường vụ Đảng ủy Viện Hàn lâm Khoa học xã hội Việt Nam các nhiệm kỳ 2015–20, 2020–25 và kết luận có những vi phạm, khuyết điểm của đơn vị này. Ủy ban Kiểm tra Trung ương căn cứ quy định của Đảng, quyết định thi hành kỷ luật cảnh cáo Ban Thường vụ Đảng ủy Viện Hàn lâm Khoa học xã hội Việt Nam các nhiệm kỳ nêu trên và Đặng Xuân Thanh – Phó Chủ tịch Viện, khiển trách các thành viên khác của Ban Thường vụ, đồng thời đề nghị Bộ Chính trị xem xét, thi hành kỷ luật Bùi Nhật Quang. Các vấn đề được kết luận là vi phạm nguyên tắc tổ chức, sinh hoạt Đảng và quy chế làm việc của Đảng ủy dẫn đến nội bộ Ban Thường vụ Đảng ủy, tập thể lãnh đạo Viện Hàn lâm mất đoàn kết; vi phạm quy định về những điều đảng viên không được làm, về trách nhiệm nêu gương, về kiểm soát quyền lực trong công tác cán bộ, chống chạy chức, chạy quyền; thiếu trách nhiệm, buông lỏng chỉ đạo, quản lý; thiếu kiểm tra, giám sát để Viện Hàn lâm và một số đơn vị trực thuộc có nhiều vi phạm kéo dài trong công tác cán bộ, quản lý sử dụng tài chính, tài sản, đầu tư công; quản lý nghiên cứu khoa học, đào tạo; giải quyết khiếu nại, tố cáo; không thực hiện nghiêm chỉ đạo, kết luận của các tổ chức đảng cấp trên.
Ngày 30 tháng 9, Bộ Chính trị ra quyết định thi hành kỷ luật cảnh cáo đối với Bùi Nhật Quang. Bộ Chính trị nhận thấy ông chịu trách nhiệm chính, trách nhiệm người đứng đầu về những vi phạm, khuyết điểm của Ban Thường vụ Đảng ủy Viện Hàn lâm Khoa học Xã hội Việt Nam nhiệm kỳ 2015–20, giai đoạn từ tháng 11 năm 2019 đến tháng 8 năm 2020, và nhiệm kỳ 2020–25. Ông vi phạm các vấn đề theo kết luận của Ủy ban Kiểm tra Trung ương Đảng. Ngày 3 tháng 10, tại Hội nghị Trung ương lần thứ 6, Ban Chấp hành Trung ương Đảng quyết định cho ông thôi tham gia Ban Chấp hành Trung ương Đảng khóa XIII theo nguyện vọng cá nhân.

## Câu nói
Trong buổi lễ công bố quyết định bổ nhiệm chức vụ Chủ tịch Viện Hàn lâm Khoa học xã hội Việt Nam, Thủ tướng Chính phủ Nguyễn Xuân Phúc đã trực tiếp đến Viện Hàn lâm trao quyết định và giao nhiệm vụ cho tân Chủ tịch Viện Hàn lâm. Tại buổi lễ, Bùi Nhật Quang đã phát biểu nhận nhiệm vụ và trích dẫn câu thơ nổi tiếng "Nếu tôi không cháy lên, nếu anh không cháy lên, nếu chúng ta không cháy lên thì làm sao bóng tối trở thành ánh sáng" của nhà thơ Nazim Hikmet để kết thúc bài phát biểu của mình.